# Isshoni Training: Training with Hinako
Isshoni Training: Training with Hinako (яп. いっしょにとれーにんぐ TRAINING WITH HINAKO  Иссёни торэ:нингу TRAINING WITH HINAKO ) — аниме режиссёра Ику Судзуки, вышедшее в 2009 году. В 2010 году вышло продолжение «Isshoni Sleeping: Sleeping with Hinako».

## Сюжет
Во время просмотра аниме-сериала, главная героиня, Хинако, захотела попасть в его мир. Её желание было исполнено, и она превратилась из человека в аниме-героиню. Однако вскоре ей пришло письмо с требованием похудеть на три килограмма, на что ей даётся пять месяцев. Если она не выполнит это требование, она не сможет более оставаться в мире аниме. Чтобы похудеть, Хинако должна тренироваться. Но так как ей скучно делать это одной, она просит зрителя тренироваться вместе с ней. Во второй части, зрителю предлагается поспать вместе с Хинако. В третьей части зрителю покажут физические упражнение, которые можно выполнять во время приема ванны. Также появляется новый персонаж — Хиёко.

## Персонажи
Хинако (яп. ひなこ Хинако) — главный персонаж аниме. Шестнадцатилетняя девушка, любящая аниме и физкультуру. После того как она захотела стать аниме-персонажем, её желание было исполнено. Но что бы остаться в мире аниме, она должна сбросить три килограмма. Сэйю: Май Кадоваки